# Língua persa antiga

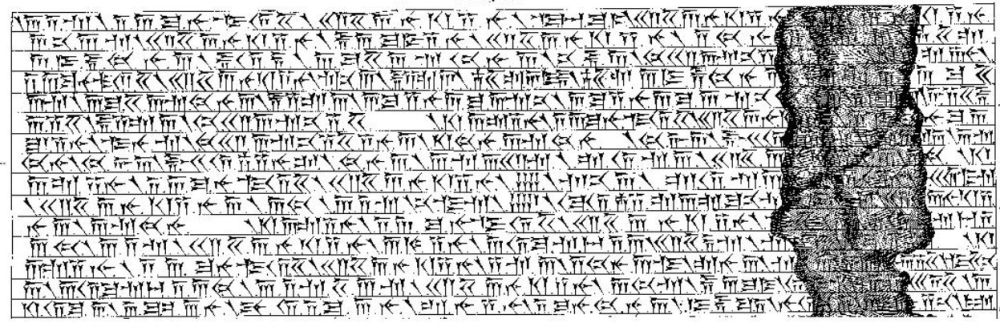
Gráfico exibindo a primeira coluna da Inscrição de Beistum

A língua persa antiga é a forma mais antiga das línguas pérsicas de que se tem conhecimento na atualidade. Ela é classificada como pertencente ao grupo das línguas iranianas ocidentais, um subgrupo das línguas iranianas e indo-europeias.
O persa antigo foi utilizado em inscrições dos reis aquemênidas. Encontraram-se textos persas antigos, inclusive em forma de inscrições, em tábulas e em selos, em certas regiões do Irã, Turquia e Egito. Com o tempo, a língua evoluiu e se transformou no idioma pérsico médio (o pálavi do Império Sassânida), vindo mais tarde a tomar a forma do persa moderno.